# Congo Belgian
Congo Belgian (franceză: Congo Belge; olandeză: Belgisch-Kongoⓘ) a fost titlul oficial al actualei țări Republica Democrată Congo (RDC) între renunțarea formală al lui Regele Leopold al II-lea la controlul său personal asupra statului la 15 noiembrie 1908 și Independența Congo la 30 iunie 1960. Fosta colonie și-a adoptat numele actual, Republica Democratică Congo (RDC), în 1964.
Stăpânirea colonială în Congo a început la sfârșitul secolului al XIX-lea. Regele Leopold al II-lea al Belgiei a încercat să convingă guvernul belgian să sprijine expansiunea colonială în jurul Bazinului Congo, atunci în mare parte neexploatat. Ambivalența lor a dus la stabilirea de către Leopold a unei colonii. Cu sprijinul unui număr de țări occidentale, Leopold a obținut recunoașterea internațională a Statului Liber Congo, în 1885. Până la începutul secolului, violența folosită de oficialii statului liber împotriva indigenilor congolezi și un sistem nemilos de exploatare economică au dus la o presiune diplomatică intensă asupra Belgiei pentru a prelua controlul oficial al țării, ceea ce a făcut prin crearea Congoului Belgian în 1908. 
Stăpânirea belgiană în Congo s-a bazat pe „trinitatea colonială” (trinité coloniale) a intereselor statului, misiunilor și companiilor private. Privilegierea intereselor comerciale belgiene a însemnat că cantități mari de capital au ajuns în Congo și că regiunile individuale au devenit specializate. De multe ori, interesele guvernului și ale întreprinderilor private au devenit strâns legate, iar statul a ajutat companiile să înăbușească grevele și să înlăture alte bariere ridicate de populația indigenă. Colonia a fost împărțită în subdiviziuni administrative organizate ierarhic și condusă uniform conform unei „politici native” stabilite (politique indigène). Acest lucru diferă de practica politicii coloniale britanice și franceze, care în general favoriza sistemele de conducere indirectă, păstrând liderii tradiționali în poziții de autoritate sub supravegherea colonială.
În anii 1940 și 1950, Congo Belgian a cunoscut o urbanizare extinsă, iar administrația colonială a început diverse programe de dezvoltare menite să transforme teritoriul într-o „colonie model”. Un rezultat a văzut dezvoltarea unei noi clase de mijloc de „évolués” africani europenizați în orașe. Până în anii 1950, Congo avea o forță de muncă salariată de două ori mai mare decât cea din orice altă colonie africană.
În 1960, ca rezultat al unei mișcări pro-independență extinse și din ce în ce mai radicale, Congo a obținut independența, devenind Republica Congo sub conducerea primului ministru Patrice Lumumba și a președintelui Joseph Kasa-Vubu. Relațiile slabe dintre facțiunile politice din Congo, implicarea continuă a Belgiei în afacerile congoleze și intervenția partidelor majore (în principal Statele Unite și Uniunea Sovietică) în timpul Războiului Rece au dus la o perioadă de război de cinci ani și instabilitate politică, cunoscută sub numele de Criza congoleză, din 1960 până în 1965. Aceasta s-a încheiat cu preluarea puterii de către Joseph-Désiré Mobutu în noiembrie 1965.

## Statul Independent Congo
Până în ultima perioadă al secolului al XIX-lea, europenii nu s-au  aventurat în Bazinul râului Congo. Pădurile tropicale, mlaștinile și bolile care se întâlnesc aici cum ar fi malaria, precum și alte boli, cum ar fi boala somnului, au făcut din Congo un mediu dificil pentru explorare și exploatare europeană. În 1876, Regele Leopold al II-lea al Belgienilor a organizat Asociația Internațională Africană în colaborare cu cei mai importanți exploratori din Africa cu sprijinul mai multor guverne europene pentru promovarea explorării și colonizării Africii. 
După ce Henry Morton Stanley a explorat regiunea, o călătorie care sa încheiat în 1878, Leopold l-a curtat pe explorator și l-a angajat pentru a-l ajuta la stabilirea intereselor lui Leopold din regiune.
Leopold al II-lea a fost dornic să dobândească o colonie pentru Belgia, chiar înainte de a urca pe tron în 1865. El a fost convins, că achiziționarea unei colonii ar conferi prestigiu internațional privind țara sa de origine relativ tânără și mică și că aceasta ar putea oferi sursă constantă de venituri Belgiei. Belgia nu a fost foarte mult interesată de visele de construire imperiale ale monarhului său. Ambițios și încăpățânat, Leopold al II-lea a decis să continue problema pe cont propriu.
Statul Independent Congo a fost un stat corporatist controlat personal de regele Leopold al II-lea al Belgienilor printr-un ONG-marionetă, denumit Association Internationale Africaine. Leopold era unicul acționar și președinte al acestei organizații care a exploatat resursele de cauciuc, cupru și alte minerale din bazinul Râului Lualaba. Teritoriul acestui stat se suprapune peste cel al actualei Republici Democrate Congo și a existat între 1885 și 1908, când a fost anexată de guvernul Belgiei. Statul Independent Congo a căpătat o faimă negativă din cauza maltratării brutale a populației locale și a jefuirii resurselor naturale.

## Colonie belgiană 1908–1960
La 18 octombrie 1908 parlamentul belgian a votat în favoarea anexării Congo ca și colonie belgiană. Acest lucru s-a întâmplat doar după ce regele Leopold al II-lea a renunțat în cele din urmă la orice speranță să mențină o parte substanțială a Statului Independent Congo ca proprietate separată a coroanei. Guvernul belgian Congo a fost organizat după Carta Colonială din 1908.
Din 1886 până în 1926 guvernatorul-general și administrația sa se aflau în Boma, în apropierea estuarului râului Congo. Din 1926 capitala colonială s-a mutat la Leopoldville (în prezent Kinshasa), la aproximativ 300 de km mai în amonte în interior. Inițial Congoul Belgian a fost împărțit în patru provincii administrative : Leopoldville (sau: Congo-Kasai), Equateur, Orientale și Katanga, fiecare prezidat de un vice-guvernator-general. O reformă administrativă în 1932, a crescut numărul de provinciilor la șase, în timp ce i-a "retrogradat" pe vice-guvernator-generali la funcția de guvernatori provinciali.

###### Schimbările numelui țării în și după epoca colonială
- Asociația Internațională Africană (1876-1879)
- Societatea Internațională Congo (1879–1885)
- Statul Independent Congo (1885–1908)
- Congo Belgian (1908–1960)
- Republica Congo (Léopoldville)(1960–1971)
- Zair (1971–1997)
- Republica Democrată Congo (din 1997)

###### Provincii secesioniste
- Katanga
- Kasai de Sud

### Cărți
- Hochschild, Adam (2005). King Leopold's Ghost (ed. Mariner Books). Boston: Houghton Mifflin Company. ISBN 978-0-618-00190-3. Text "King Leopold's Ghost : A Story of Greed, Terror, and Heroism in Colonial Africa" ignorat (ajutor)
- Ndaywel è Nziem, Isidore (1998). Histoire générale du Congo. Paris and Brussels: De Boeck & Larcier.
- Stengers, Jean (2005). Congo, Mythes et réalités. Brussels: Editions Racines.
- Van Reybrouck, David (2010). Congo, Een geschiedenis. Amsterdam: De Bezige Bij.

## Legături Externe
- Belgian Congo article in Encyclopædia Britannica 1922 extension.
- Oasis Kodila Tedika and Francklin Kyayima Muteba. Sources of growth in Democratic Republic of the Congo before independence. A cointegration analysis. Revue congolaise d’économie / Congo Economic Review. Document de Travail / Working Paper. WP02/10 — July 2006. Arhivat în 12 mai 2011, la Wayback Machine.